# Беверлі (ім'я)
Беверлі (англ. Beverly, Beverley) — англійське жіноче ім'я, також прізвище.
Відомі носії:
- Беверлі Бейкер-Фляйц — американська тенісистка
- Беверлі Бейн — американська акторка
- Беверлі Бовіс — американська тенісистка
- Беверлі Вітфілд — австралійська плавчиня
- Беверлі Гловер — британська ботанікиня
- Беверлі Годдард — британська легкоатлетка
- Беверлі Д'Анджело — американська акторка
- Беверлі Джонсон — американська модель та актриса
- Беверлі Мак-Дональд — ямайська легкоатлетка
- Беверлі Моулд — південноафриканська тенісистка
- Беверлі Пеппер — американська скульпторка та художниця
- Беверлі Сілвер — американська науково-педагогічна працівниця
- Беверлі Сіллз — американська оперна співачка